# SG Nordring 1949
SG Nordring Berlin 1949 is een Duitse voetbalclub uit het Berlijnse stadsdeel Prenzlauer Berg. De club is de directe opvolger van Berliner FC vom Jahre 1893, een van de stichtende clubs van de Duitse voetbalbond.

## Geschiedenis

### BFC 1893
In 1893 werd Berliner FC vom Jahre 1893 opgericht. In 1897/98 nam de club deel aan het Meisterschaft des Nordens, een eenmalige kampioenschap dat door BuTFC Alemannia 90 gewonnen werd. Van 1904 tot 1907 speelde de club in het kampioenschap van de Märkischen Fußball-Bund (MFB), maar speelde daar in de schaduw van Norden-Nordwest en Libertas Südost.
In 1918 fusioneerde de club met Normannia Berlin en nam de naam Sportvereinigung Normannia vom Jahre 1893 aan, maar na één jaar werd deze fusie al ongedaan gemaakt.

### BSC Eintracht-Borussia
In 1901 werd BSC Eintracht 1901 Weißensee opgericht. Deze club ging vanaf 1905 in de competitie van de MFB spelen en eindigde er enkele jaren in de middenmoot tot een degradatie volgde in 1909. De club kon na één seizoen terugkeren. Na 1911 fuseerden de drie grote Berlijnse voetbalbonden tot één grote competitie en de club kwalificeerde zich hier als vijfde niet voor. Datzelfde jaar fuseerde de club met BSC Borussia 02 tot BSC Eintracht-Borussia 1901. De club slaagde er niet meer om in de hoogste klasse te spelen. 

### SG Nordring
In 1933 fuseerden BFC 1893 met BSC Eintracht-Borussia tot BSC Eintracht-Borussia vom Jahre 1893, de club slaagde er opnieuw niet in om door te stoten tot het hoogste niveau. 
Na de Tweede Wereldoorlog werd de club heropgericht als SG Nordring. In 1948 nam de club weer de naam Eintracht-Borussia vom Jahre 1893 aan, maar toen de DDR zich afscheidde en onafhankelijk werd nam de club in 1949 opnieuw de naam SG Nordring aan. De club zakte weg in de anonimiteit en speelde in de lagere klassen. In tegenstelling tot vele clubs uit Oost-Duitsland greep de club niet terug naar de historische naam na de hereniging van Duitsland.